# ビッグマック指数

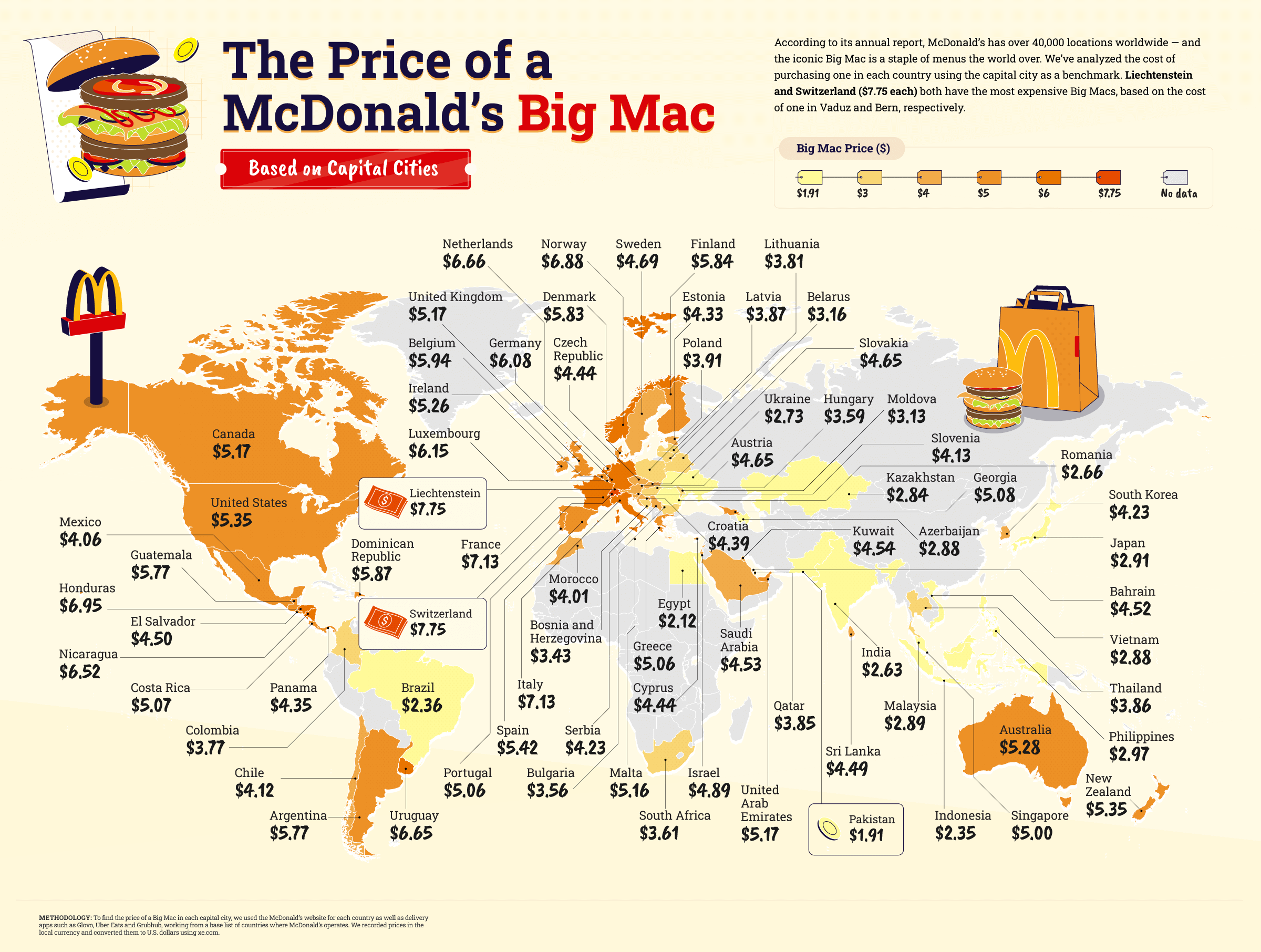
2022年11月のビッグマック指数

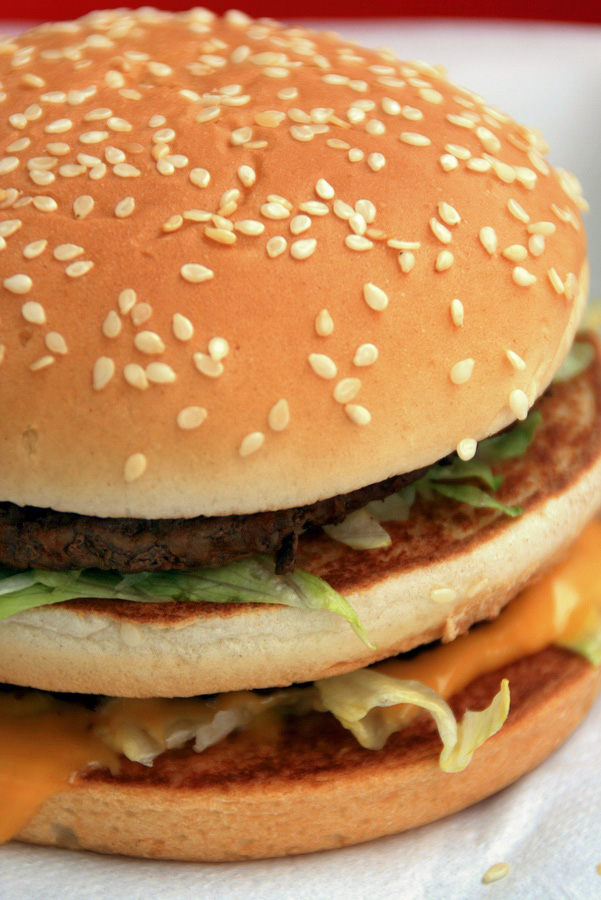
指標となるビッグマック

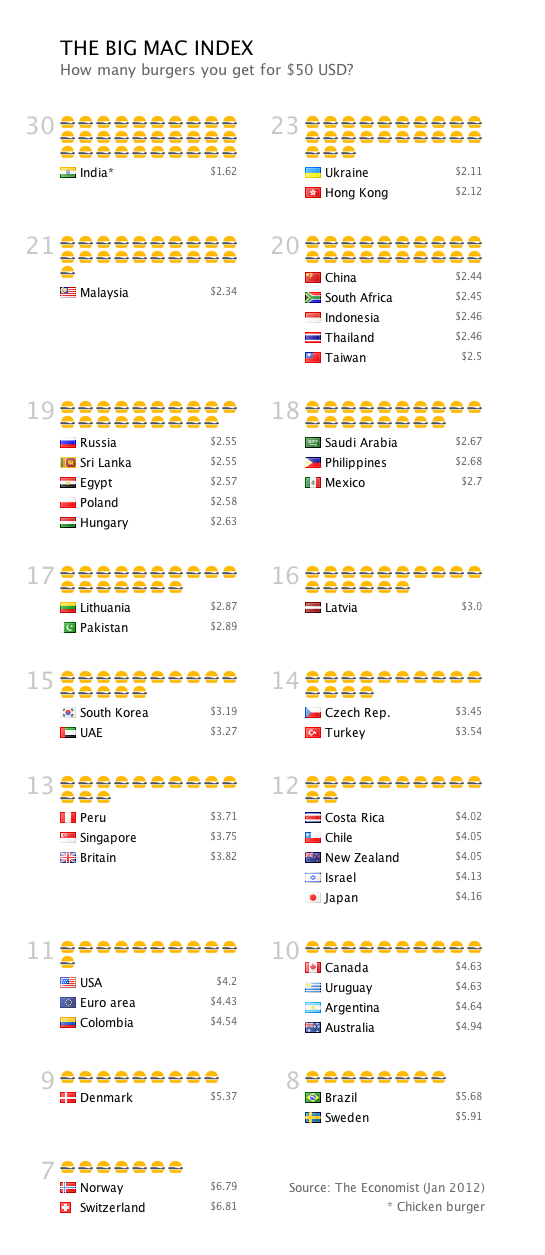
$50でビッグマックが何個買えるか

ビッグマック指数（ビッグマックしすう、英語: Big Mac index）とは、各国の経済力を測るための指数。マクドナルドで販売されているビッグマック1個の価格を比較することで得られる。

## 概要
イギリスの経済専門誌『エコノミスト』によって1986年9月に考案されて以来、同誌で毎年報告されている。
ビッグマックはほぼ全世界でほぼ同一品質のものが販売され、原材料費や店舗の光熱費、店員の労働賃金など、さまざまな要因を元に単価が決定されるため、総合的な購買力の比較に使いやすかった。これが基準となった主な理由とされる。
具体的には、たとえば日本でビッグマックが250円、アメリカで2ドルのときは、250/2=125となり、1ドル=125円 がビッグマック指数となる。もしこの時点で、為替レートが1ドル110円だとすると、為替相場はビッグマック指数に比べて円高であり、この後、125円に向けて円安が進むだろう、などと推理する。
各都市で、1個のビッグマックを購入するのに必要な労働時間を算出することにより、各都市の物価に比した賃金水準を推計出来る。

アフリカにレストランが少ないことを示す、少なくとも 1 軒のマクドナルド レストランがある国の地図 (2022 年)

## 比較における問題
実際のビッグマックは世界各地で異なった重量、栄養価、サイズで提供されている。例えばオーストラリアのビッグマックはカナダ版に比べカロリーが22％少なく、メキシコ版に比べ重量が8%軽くなっている。また、ビッグマック＝高級品という感覚の地域もある。ベトナムでは、屋台のサンドイッチに比べて4倍程度となっている。
この比較では「指数」という言葉を使うが、本来の意味の指数ではなく、単位は通貨単位である。そのため通貨単位の異なる地域のビッグマック指数を比較しても無意味であり、ビッグマック指数（≒実効レート）が意味を持つのは、単一の国および地域においてのことである。ある地域において、「現在の為替レートと比べて実効レートがどのくらいあるか」という比較でのみ、意味を持つ。そのため、A国のビッグマックをドルや円に換算した値段とB国のそれとを列挙して、為替の評価ではなく、経済力や物価などを比較するのは誤りである。
また、この数字には、消費税が含まれているので、各地域で比較する場合には、その分を差し引いて計算しなければならない。
さらにはビッグマック指数は、物価感覚の比較の簡便で実用的方法ではあるが、1品目では厳密な比較ができない。例えばビッグマックの価格と最低賃金を用いて計算した場合、ビッグマック1つ分の金銭を得るのに必要な労働時間が世界で最も短いのは、2018年の香港であった。また、ファストフード店が激しい価格競争に晒されているかそうでないか、原材料の牛肉や小麦に対する補助金制度といった各地域独自の特殊な事情が絡む。またより精確な指標とするには同国内でも時代ごとに異なる一つ当たりの価格からグラム換算、炭水化物：油脂比率を含めたカロリー換算、たんぱく質など栄養価換算も考慮して計算しなければならなくなる。
隣国でありかつ共に石油大国でありながら、サウジアラビアとクウェートのビッグマックの値段はサウジアラビアが約70円強なのに対してクウェートでは約800円弱と10倍以上の開きが生じている。これは、サウジアラビアのマクドナルドが国の補助金を受けており極端に安いのに対して、材料のほとんど全てを輸入に頼っていて食料品価格の平均が高いクウェートでは高くなるためで、先進国以外では経済指標として機能しない。
また、金融危機の影響でマクドナルドが全店撤退してしまったアイスランドなど、測定そのものが不能となっている地域も存在する。

## 労働時間のトップ10都市
1個のビッグマックを購入するのに必要な労働時間のトップ10都市は、2018年4月現在以下の通りである。
- 香港(11.8分)
- 台北(12.0分)
- 東京(12.2分)
- ルクセンブルク(13.1分)
- オークランド(13.3分)
- チューリッヒ(13.4分)
- ロサンゼルス(13.6分)
- マイアミ(13.9分)
- シカゴ(14.0分)
- シドニー(14.5分)

## 他の指数
2013年現在、エコノミスト誌はビッグマック指数のほか、トール・ラテ指数やコカ・コーラマップなどの指数も発表している。円についてはトール・ラテ指数の場合、ビッグマック指数とは逆に、さらに円安の余地があることになり、ビッグマック指数とは結果が大きく異なっている。オーストラリア・コモンウェルス銀行の株式仲買部門であるコモンウェルス証券は、iPod指数を2007年に提唱している。